# Cimetière du Dieweg
Le cimetière du Dieweg est un ancien cimetière situé sur le territoire de la commune bruxelloise d'Uccle, désaffecté depuis 1958 et qui est devenu un lieu de promenade des plus insolites de la capitale belge.

## Historique
Comme c’est le cas de plusieurs cimetières bruxellois, la création du cimetière du Dieweg fait suite à la terrible épidémie de choléra qu’a subie la ville en 1866. Installé le long de l’ancien chemin du Dieweg, son terrain en pente, qui occupe le versant nord de la vallée du Geleytsbeek, offre une perspective vers la forêt de Soignes. L’expansion démographique et la fermeture des cimetières de Saint-Job (1871) et de Saint-Pierre (1876) ont pour conséquence sa rapide saturation, qui contraint les autorités à ouvrir le nouveau cimetière de Verrewinkel en 1945.
Depuis, les inhumations au Dieweg se font rares et il est désaffecté en 1958.
Peu entretenu, le cimetière se métamorphose lentement. Les ferronneries commencent à rouiller, les monuments tombent en ruine. La végétation envahit les allées et les tombes, jusqu’à en recouvrir entièrement une bonne partie. Aujourd’hui il est devenu le refuge d’une grande diversité botanique, qui attire insectes, oiseaux et rongeurs. On a pu compter plus de deux cents espèces de plantes sur une superficie de moins de trois hectares.
Ce mariage de l’architecture et de la nature, de la pierre et du végétal dégage une atmosphère fortement romantique. Certains coins du cimetière procurent l’impression de se promener au sein d’une forêt recouvrant les vestiges de quelque civilisation antique. Du feuillage émergent des éléments de décoration funéraire, des pièces de ferronnerie, des médaillons où l’on distingue des visages, des morceaux de dalle sur lesquels on déchiffre encore des mots souvent répétés : éternels et perpétuité.
Le patrimoine funéraire monumental et décoratif des sépultures de la bourgeoisie uccloise de l’époque est important. D’impressionnants monuments de styles différents (néogothique, néoclassique, art nouveau, etc.) abritent les sépultures des familles des banquiers Lambert et Allard, des brasseurs Herinckx, de ministres, bourgmestres ou échevins. Le monument sur la tombe des époux Stern a été réalisé par Victor Horta.
On y trouve également les tombes des architectes Jean-Pierre Cluysenaar et Paul Hankar.
Une autre particularité du Dieweg est d’abriter un important cimetière juif ashkénaze, dont les pensionnaires sont originaires d’une quinzaine de pays différents et dont les épitaphes et les symboles gravés ont fait l’objet d’études.
Depuis la fermeture du cimetière, l’une ou l’autre inhumation a encore lieu, généralement dans des caveaux de familles existants, ou exceptionnellement par dérogation spéciale dont ont pu bénéficier le dessinateur Hergé (alias de Georges Remi) ou le violoniste Philippe Hirshhorn, lauréat du concours Reine Élisabeth en 1967.
L'ensemble du site est classé depuis 1997.

## Personnalités inhumées au Dieweg
- la famille Lambert, banquiers ;
- la famille Errera, notamment Giacomo Errera, fondateur de la Banque de Bruxelles, et le botaniste Léo Errera ;
- Hergé, de son vrai nom Georges Remi, dessinateur de bande dessinée, créateur de Tintin ;
- Jean-Pierre Cluysenaar, architecte
- Paul Hankar, architecte
- Charles Woeste, parlementaire catholique
- Philippe Hirschhorn, violoniste, lauréat du Concours Reine Élisabeth en 1967
- Isabelle Gatti de Gamond
- la famille Nias, papetiers
- les docteurs Hubert et Auguste Clerx, médecins d'Uccle (monument par Paul Du Bois)

## Galerie

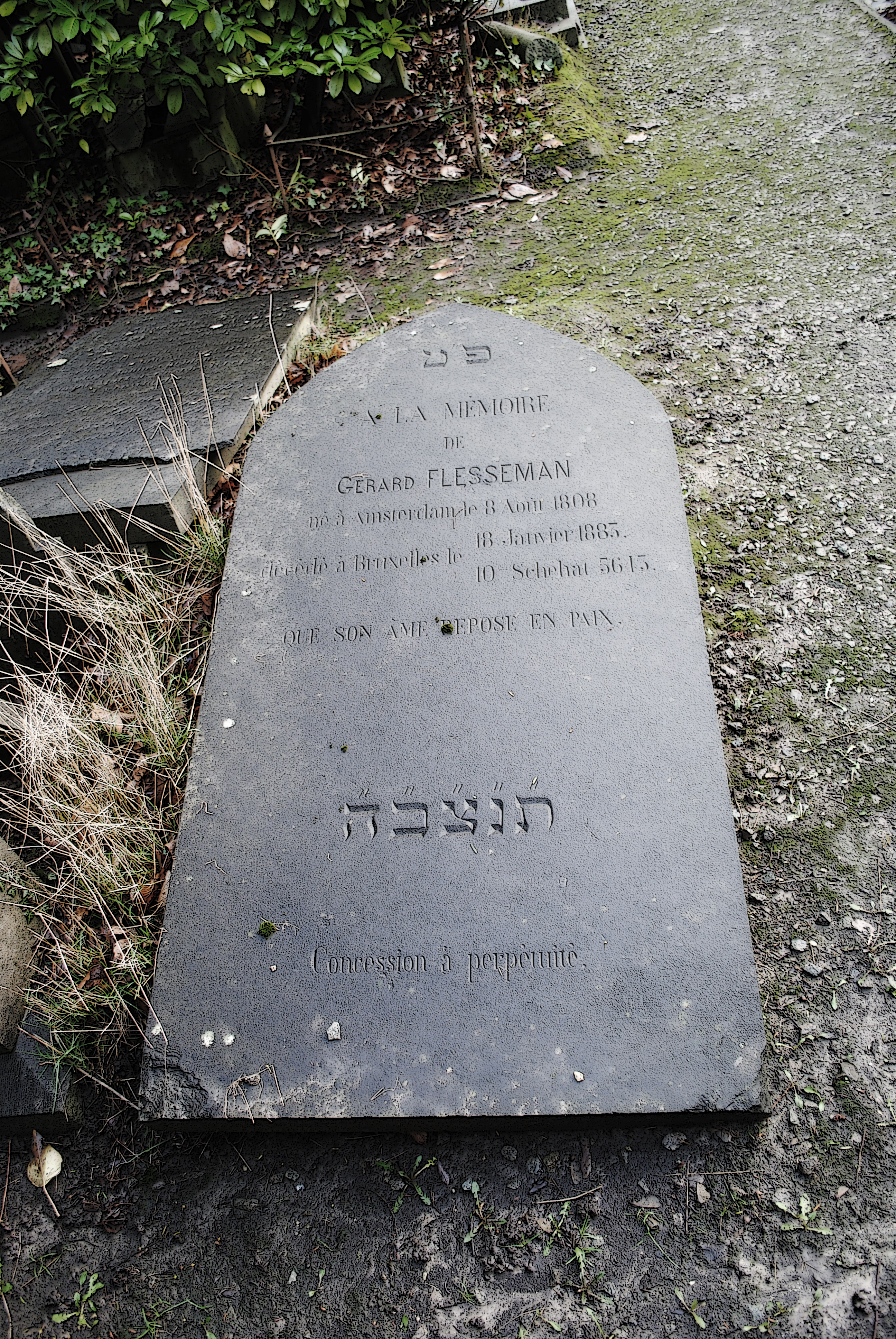
Tombe juive dans le cimetière du Dieweg
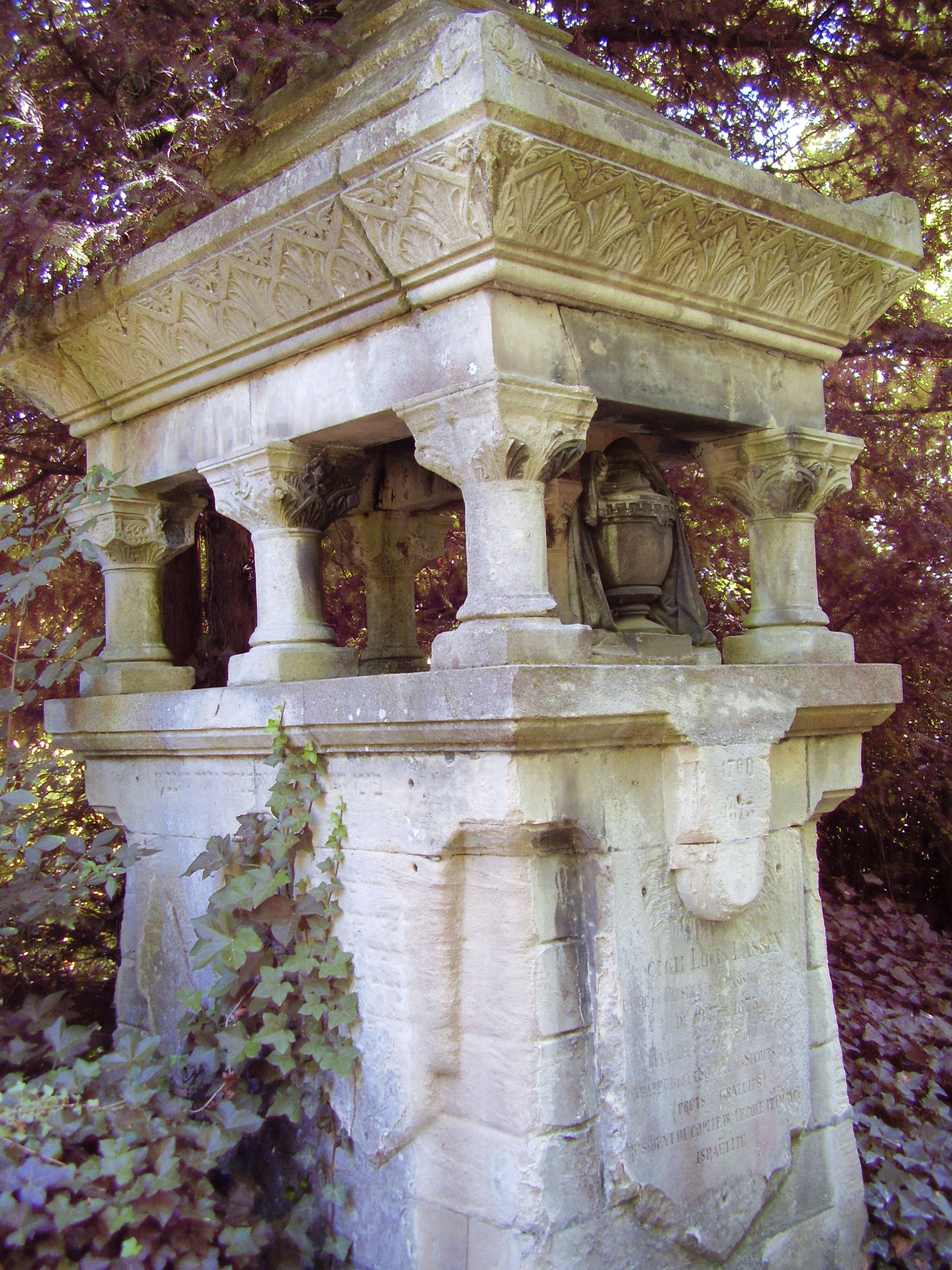
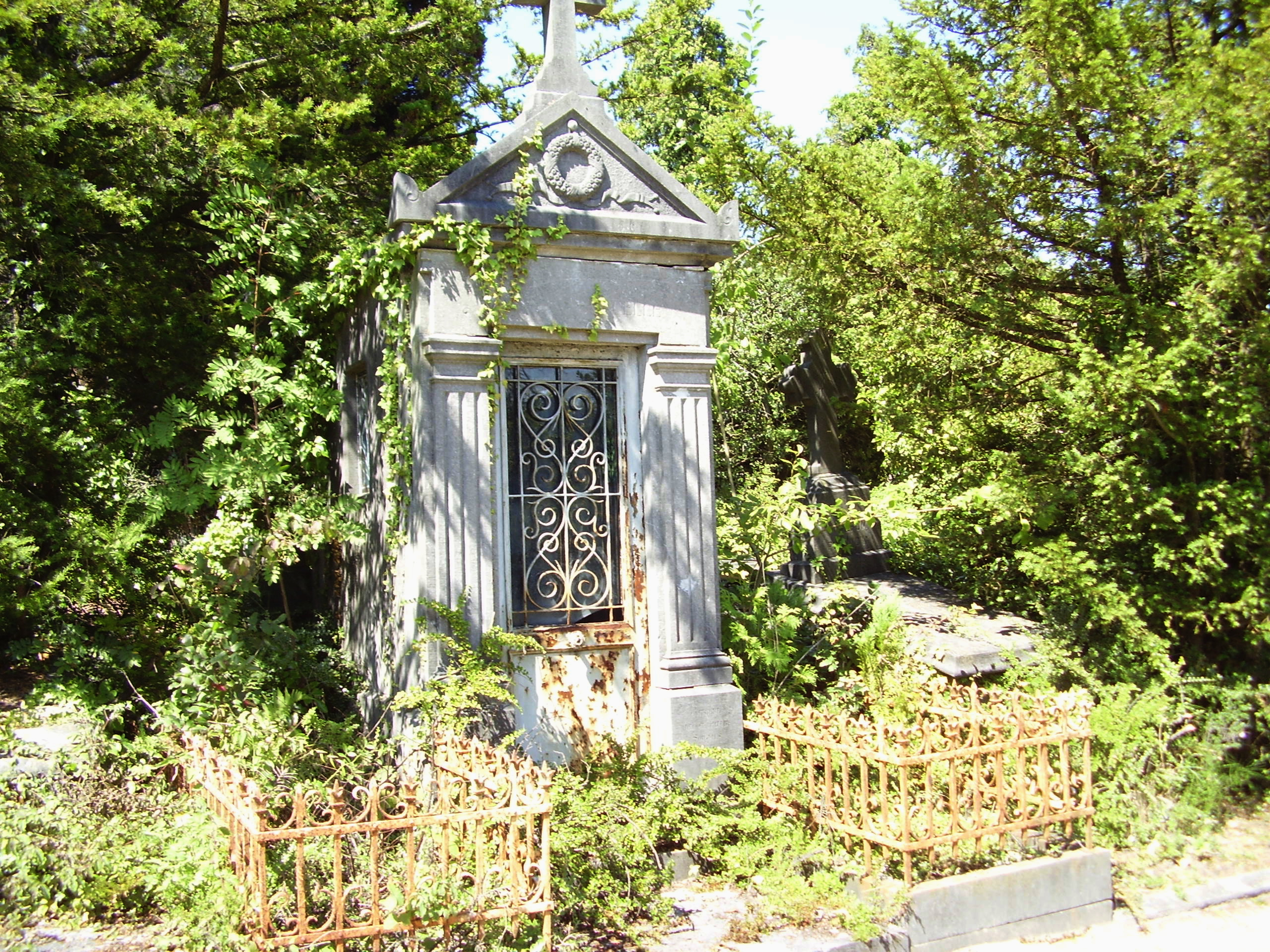
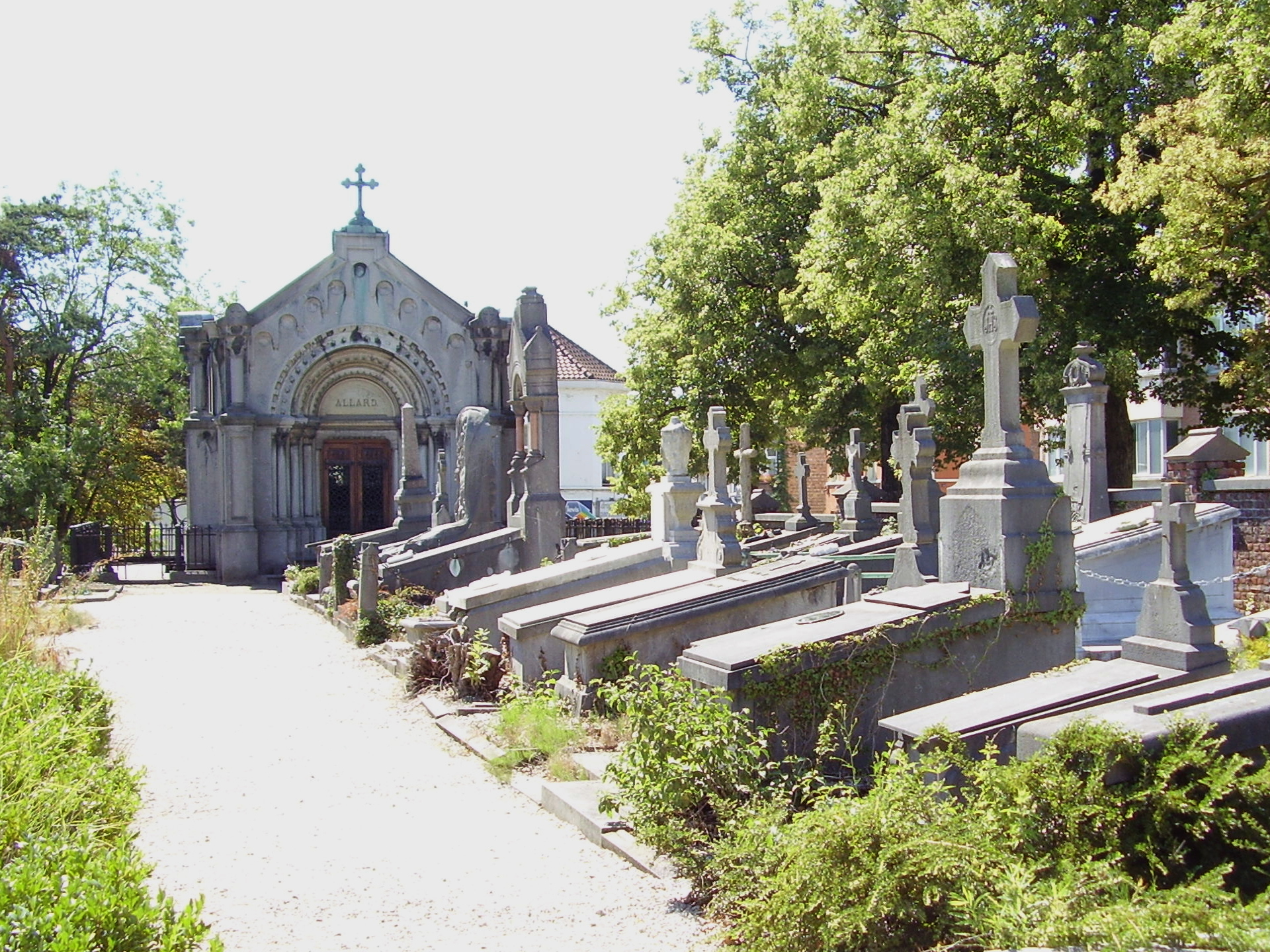
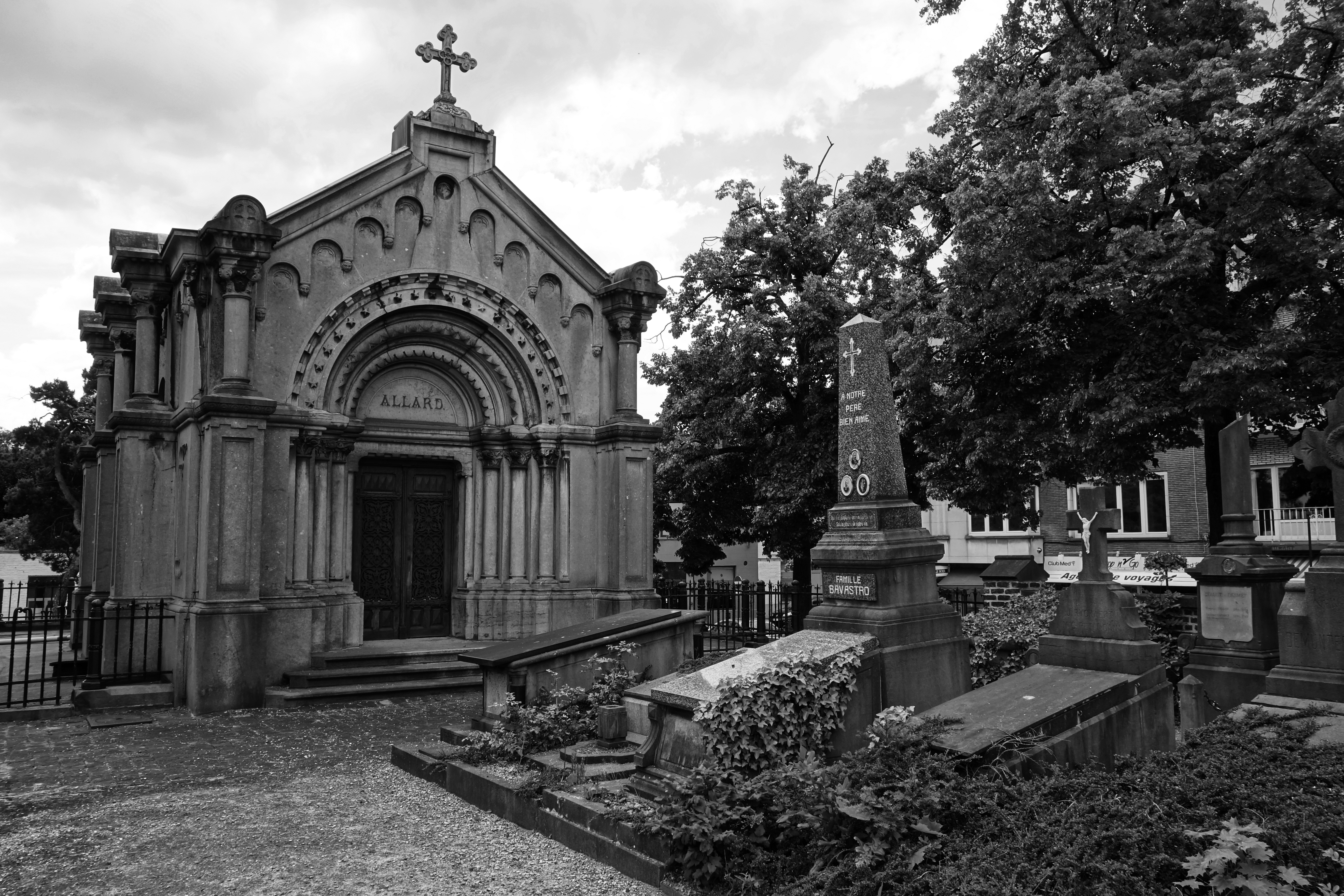
Le mausolée de la famille Allard
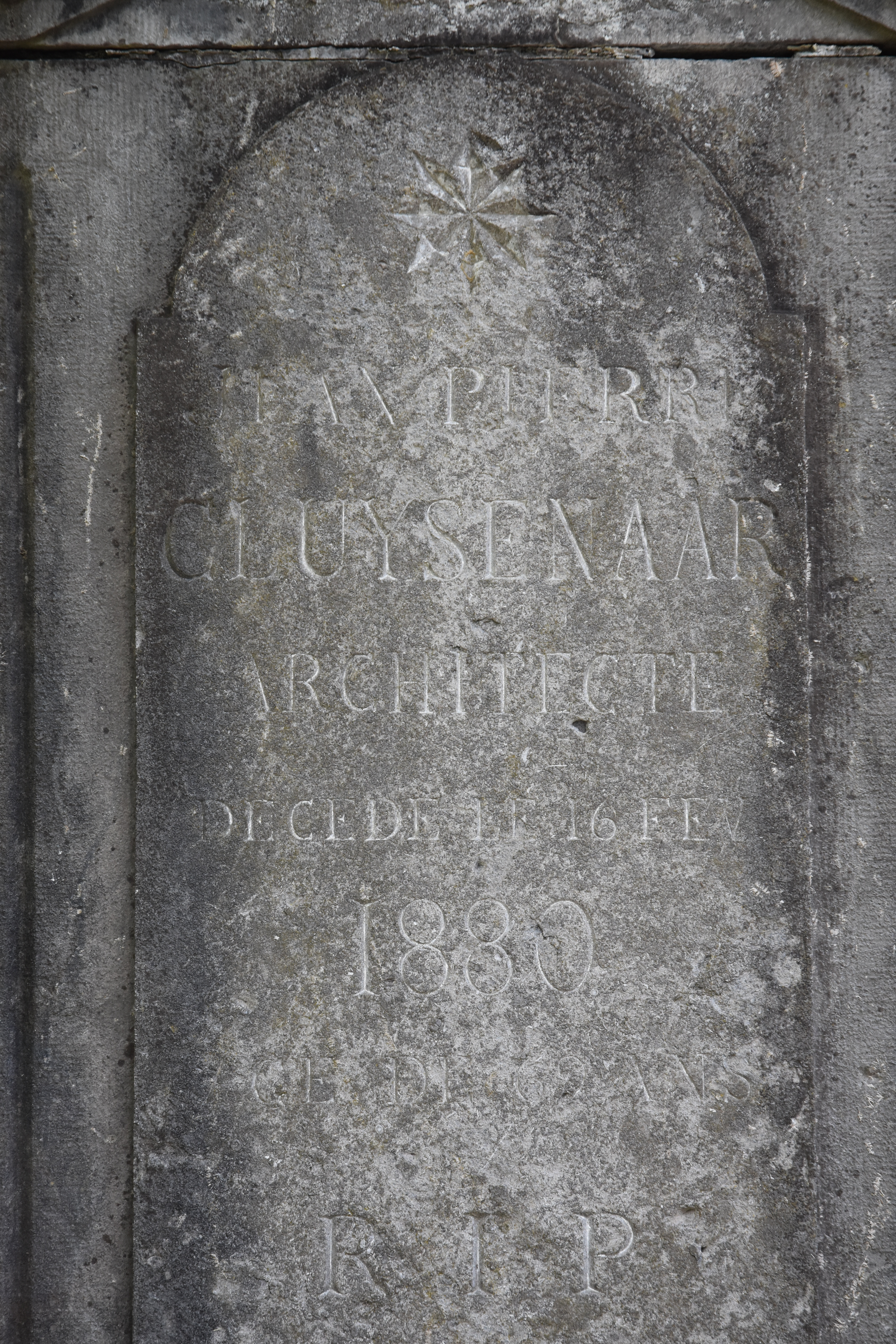
Sépulture de Jean-Pierre Cluysenaar.
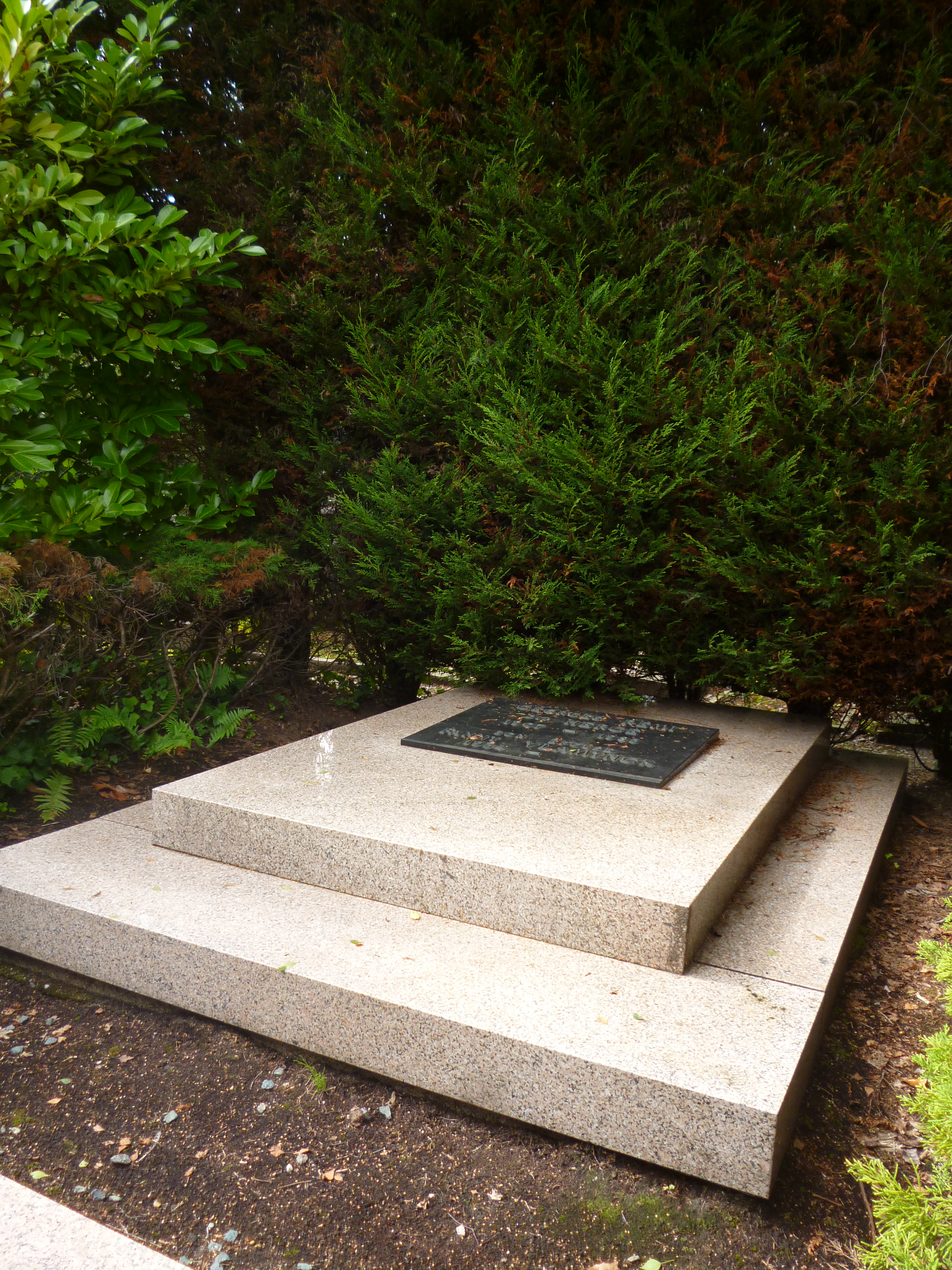
Tombe d'Hergé